# Storie - I miei più grandi successi
Storie è la seconda raccolta ufficiale della cantante, pubblicato dall'etichetta discografica Sony Music nel 1997, in seguito alla partecipazione dell'artista al Festival di Sanremo con il brano omonimo.

## Descrizione
Storie contiene brani famosi della cantante, e, a seguito del secondo posto al Festival, ha avuto un notevole successo commerciale, risultando tra i più venduti della Oxa.
Esiste anche una versione del disco per il mercato spagnolo e latino, intitolata Historias.

## Tracce
1. Storie "4.00" (1997)
2. Donna con te "4.00" (1990)
3. Quando nasce un amore "3.59" (1988)
4. Tutti i brividi del mondo "4.50" (1989)
5. Mezzo angolo di cielo "4.40" (1992)
6. È tutto un attimo "4.06" (1986)
7. Ti lascerò "4.00" (1989)
8. Anna non si lascia "5.10" (1996)
9. A lei "4.03" (1985)
10. Senza di me "4.03" (1983)
11. Io no "3.57" (1982)
12. Pensami per te "5.39" (1988)
13. Elena "4.40" (1989)
14. Non scendo "3.55" (1984)
15. Eclissi totale "3.14" (1984)
16. Francesca (Con i miei fiori) "4.10" (1985)

## Formazione
- Anna Oxa - voce
- Paolo Gianolio - chitarra, basso
- Giordano Mazzi - programmazione
- Phil Palmer - chitarra
- Lele Melotti - batteria
- Fio Zanotti - tastiera, pianoforte
- Gianni Salvatori - chitarra
- Emanuela Cortesi, Stefano Bozzetti, Lalla Francia, Lola Feghaly, Moreno Ferrara, Silvio Pozzoli - cori

## Classifiche

### Classifiche settimanali
| Classifica (1997) | Posizione massima |
| ----------------- | ----------------- |
| Europa            | 65                |
| Italia            | 8                 |